# Disturbis d'Atenco de 2006

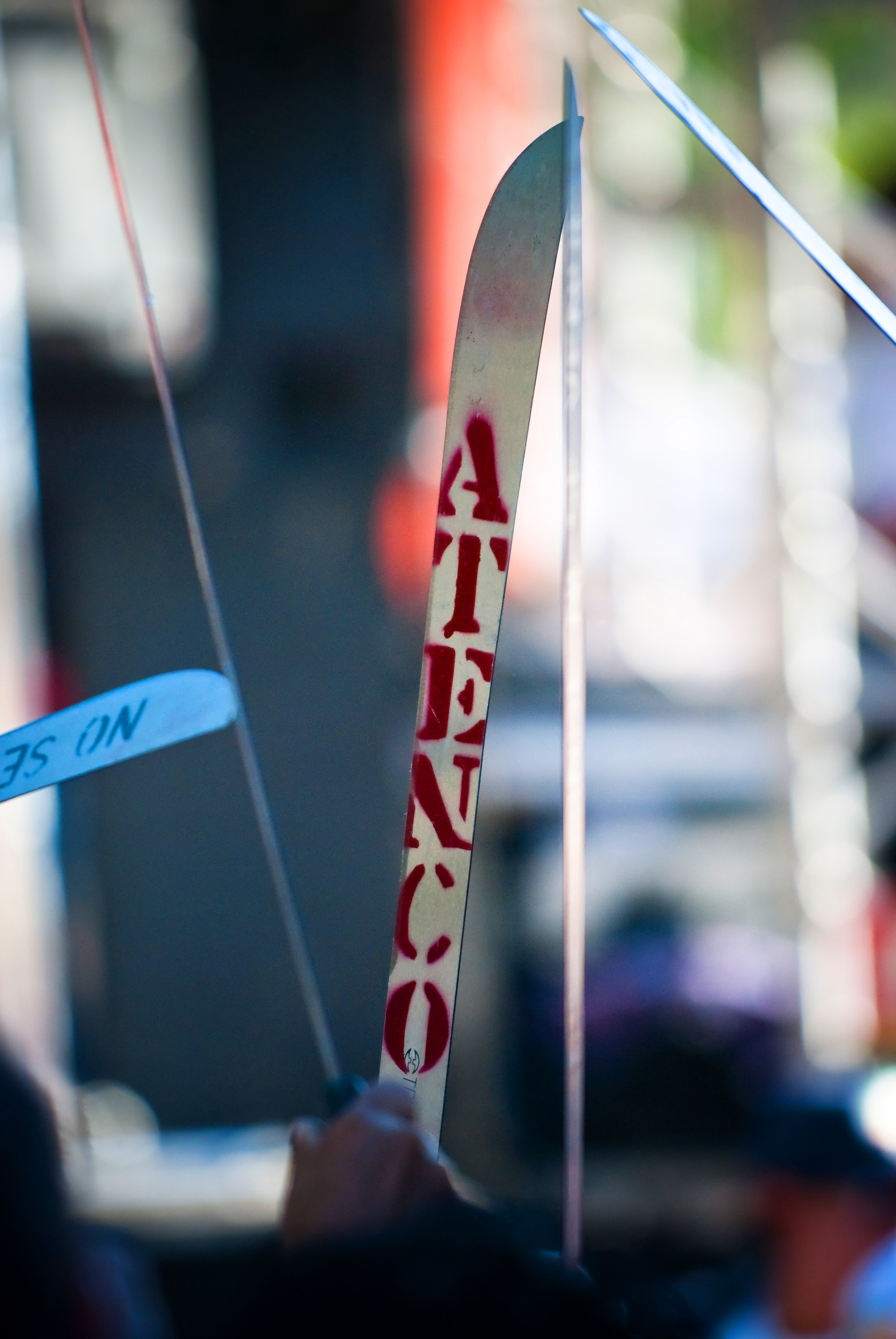
Després dels fets de 2006, els activistes del Front de Pobles en Defensa de la Terra (FPDT) van convertir al matxet en el seu símbol.

Els disturbis d'Atenco de 2006 van ser una sèrie d'enfrontaments violents a la ciutat de San Salvador Atenco (Atenco) entre la Policia Federal Preventiva de Mèxic, l'Agència de Seguretat Estatal de l'Estat de Mèxic, la policia municipal i habitants del poble, militants del Front de Pobles en Defensa de la Terra (FPDT) i uns altres adherents a l'Altra Campanya del EZLN, que va deixar com a resultat la defunció d'Alexis Benhumea i Javier Cortés, la detenció de 207 persones -entre elles 10 menors d'edat-, 146 detencions arbitràries, l'expulsió de cinc estrangers i queixes contra elements policíacs per presumptes vexacions i violacions sexuals a 26 dones. Segons la Comissió Nacional dels Drets Humans de Mèxic, en dits fets va haver-hi violacions greus als drets humans, així com un ús excessiu de la força per part de la policia i el ple de la Suprema Cort de Justícia de la Nació va determinar que servidors públics de l'Agència de Seguretat Estatal i el Govern de l'Estat de Mèxic van cometre "violacions greus de garanties individuals" en contra de pobladors d'on van ocórrer els fets, activistes i periodistes que cobrien els fets.

## Antecedents
Vicente Fox, llavors president de Mèxic, va anunciar el 22 octubre de 2001 que la seu del Nou Aeroport de la Ciutat de Mèxic serien terrens agrícoles de la zona de Texcoco. Immediatament després a les poblacions de San Salvador Atenco, Tocuila, Nexquipayac, Acuexcomac, San Felipe i Santa Cruz de Abajo es van iniciar manifestacions i bloquejos de vialidats en contra de l'anunci, oposant-se al projecte federal. Aquests camperols van conformar el FPDT i van iniciar mobilitzacions que van aconseguir suports socials a la capital mexicana i altres estats.
El FPDT va iniciar una oposició jurídica que fins i tot va rebre el suport del jurista Ignacio Burgoa. Al novembre de 2001 els camperols van marxar fins a la Residència Oficial de Los Pinos, on van exigir a Vicente Fox la realització d'un debat públic. En els mesos següents van continuar les mobilitzacions fins que l'11 de juliol, en una protesta en un acte públic d'Arturo Montiel Rojas, que llavors era governador de l'Estat de Mèxic, es va formar un enfrontament entre policies i integrants del FPDT en el Poblat de Santa Catarina en l'autopista Acolman-Piràmides, deixant centenars de detinguts entre ells els líders del front, policies copejats i funcionaris retinguts pels camperols en demanda de l'alliberament dels seus simpatitzants. El 14 de juliol de 2002 van ser alliberats tots els detinguts pels enfrontaments. Pocs dies després, el 24 de juliol de 2002, va morir José Espinosa Juárez, un camperol que segons el FPDT no va poder córrer després de la fugida del lloc dels activistes, va quedar ressagat i va ser copejat per policies. Segons les autoritats del govern federal de Mèxic i de la Procuraduría General de Justícia de l'Estat de Mèxic, Espinosa va morir per complicacions per la diabetis que patia, encara que van reconèixer que va ser internat amb traumatisme cranoencefàlic. La seva vídua va declarar que Espinosa no era part dels activistes d'Atenco i que fins i tot va ser pressionat a participar en els fets, la qual cosa va ser negat pels camperols.
El 2 d'agost de 2002 la Presidència de la República de Mèxic va anunciar la cancel·lació del projecte. A partir de llavors el FPDT va constituir un moviment social que participaria en diversos moviments socials opositors al govern mexicà.

## Cronologia

### 2 de maig
A les 7:00 hores un operatiu de la policia municipal de Texcoco i de la policia estatal de l'Estat de Mèxic va intentar retirar a vuit venedors de flors simpatitzants del FPDT de la vorera del carrer Fra Pedro de Gante fora del mercat "Belisario Domínguez" del cap de municipi de Texcoco. Era la vigília de la festa de la Santa Creu, en la qual es venen moltes flors per a aquestes celebracions. Existia un operatiu de reubicació de comerç informal fora del mercat, sota el qual es van emparar les autoritats per actuar i intentar retirar-los. Després d'alguns enfrontaments, Ignacio Del Valle Medina i altres líders del FPDT van intentar negociar amb el Subprocurador de Texcoco i el Director de Governació de la Regió de Texcoco, la instal·lació dels venedors i la retirada dels cossos policíacs. Aquestes negociacions d'instal·lació i reinstal·lació van ser fetes setmanes abans dels fets. Els venedors van decidir que es quedarien. Les forces policíaques també van romandre en els voltants del mercat.

### 3 de maig
Un operatiu mal planejat per situar als venedors de flors va acabar en una batalla campal entre els policies, els veïns de Texcoco i Atenco. En resposta a aquests fets, integrants del FPDT recolzats per simpatitzants de l'Altra Campanya van bloquejar la carretera Texcoco-Lechería, exigint la reinstal·lació dels venedors. Els ambulants van usar els seus matxets per repel·lir a la policia i es van atrinxerar a la casa situada al carrer Manuel González número 5, on van ser detingudes amb violència i destrucció del patrimoni 84 persones, aplanant cases particulars, a les 17:45 hores. En resposta el FPDT va prendre com a ostatges a 5 policies municipals, 5 estatals i 2 policies ministerials, donant com a condició d'alliberament i d'obertura del bloqueig l'alliberament dels 84 detinguts i la reinstal·lació dels venedors. El Govern de l'Estat de Mèxic, encapçalat per Enrique Peña Nieto, va donar l'ordre de trencar el bloqueig de l'autopista amb 200 agents que van ser repel·lits pels manifestants amb pals, pedres, matxets, còctels molotov i fins i tot l'amenaça de fer esclatar una pipa de gas. Reporters i fotògrafs van ser copejats per policies per evitar preses de fotos i videos.

Els mitjans de comunicació com Televisa i Televisió Asteca van transmetre de forma repetida les imatges on els manifestants van copejar un policia antimotins als testicles quan ja es trobava al terra. A la vegada de la repetició, conductors d'aquests medis exigien l'arribada de més policies a Atenco per defensar els policies dels atacs dels manifestants. A la tranmissió televisiva d'abast nacional a les 15:20 (hora local de Mèxic) pel noticiari Hechos meridiano de Televisió Asteca amb el conductor Jorge Zarza, el reporter Miguel Aquino parlava sobre com els pobladors feien córrer als elements policíacs a l'autopista i declara.:
| «                        | ...és lamentable, trista i sobretot, en el seu moment indignant el fet que la policia ha sortit corrent de San Salvador Atenco. | » |
| — Reporter Miguel Aquino | |   |

a què el conductor Jorge Zarza respon:
| «             | És una vergonya el que estem veient a la televisió. Jo no sé que espera el govern per donar una ordre més forta, més precisa, per acabar amb aquests homes que estan atacant la policia. Estan quedant en vergonya, està quedant en dubte... insisteixo, al governador, a l'autoritat de la policia, si el diàleg en aquest moment és insuficient, que enviïn més policies per acabar d'una vegada amb totes amb aquest assumpte.... | » |
| — Jorge Zarza | |   |

 La conductora del programa Gloria Pérez Jácome davant d'una crida del públic que demanava imparcialitat en la cobertura informativa li contesta a l'aire:
| «                     | No senyor, estem demanant més policies per defensar els policies | » |
| — Gloria Pérez Jácome |                                                                  |   |

De nit el governador Peña Nieto va declarar a la mateixa cadena televisiva que l'assumpte no estava resolt, però que "estava detingut l'autor intel·lectual d'aquests fets, Ignacio del Valle". Els pobladors van reforçar el bloqueig de l'autopista i prenen el centre i l'auditori municipal de San Salvador Atenco —on retenien als funcionaris públics. Instal·len barricades i criden a la població llançant cohets i tocant les campanes de l'església. En els principals mitjans de comunicació es parlava ja de la recuperació del poblat l'endemà i del rescat dels policies segrestats. Para això el governador Peña Nieto va demanar ajuda de la secretaria de Seguretat Pública federal, la qual va ser autoritzada. L'operatiu va ser dissenyat per Wilfrido Robledo Madrid, comissionat de l'AGAFA, qui va observar en un sobrevol en helicòpter que la part sud del poble no estava reforçada per manifestants, per la qual cosa cinc grups de policies, amb la PFP com a avantguarda, prendrien l'endemà el poblat. L'operatiu va ser aprovat per Peña Nieto a les 2 del matí del 4 de maig.

### 4 de maig
A les sis del matí 1,815 elements de l'Agència de Seguretat Estatal i 700 de la Policia Federal Preventiva van arribar a San Salvador Atenco

Tots els bloqueigs van ser oberts pels elements policíacs armats amb equipament antimotins, amb poca resistència per part dels atenquenses. L'operatiu final, on van ser alliberats els retinguts, es va realitzar amb la destrucció de l'auditori municipal i violència excessiva, particularment al carrer Florida.
| «                                                                                        | A les 7:30 del matí va començar la detenció dels últims homes i dones que van resistir. El carrer Florida es va convertir en un passadís de violència inaudita. Els dos agents policíacs lesionats -un sagnant del cap i l'altre amb el genoll destrossat- van ser atesos aquí mateix. Aquí va ser vexat Jorge Salinas Cardón, qui cridava: Sóc de Telèfons de Mèxic!. Doncs sí, li va respondre un policia estatal, però ets el cabró que ahir es divertia llançant pedres i bombes. Mentre Salinas sagnava del cap els policies l'ho insultaven i l'home s'assotava sobre el paviment. Després, suplicant els deia: No és veritat, sóc innocent. Tot va ser inútil... | » |
| — Javier Salinas, Rene Ramon; Gustavo Castillo, Roberto Garduño Corresponsals i enviats. | |   |

A les imatges televisives, obtingudes en la primera línia d'acció policíaca i transmeses en viu per Televisa i Televisió Asteca, s'observa com fins a deu o quinze policies copegen a una sola persona. Les i els detinguts van ser copejats en les camionetes policíaques i moltes dones van ser abusades sexualment quan eren traslladades als centres de detenció. Segons la Comissió Nacional dels Drets Humans de Mèxic, en la seva recomanació 2006/0038 en aquest operatiu els servidors públics que van participar en l'operatiu van cometre els següents fets violatorios:
- Detenció arbitrària
- Tracte cruel, inhumà o degradant i lesions
- Violació de domicili
- Retenció il·legal
- Incomunicació
- Tortura
- Violació a la llibertat sexual mitjançant abús sexual i violació
- Violació al dret a la vida
- Violació als drets dels menors
- Violació als drets a la legalitat i seguretat jurídica.

A totes aquestes accions, segons l'SCJN: 
| «                                      | ... es va produir la mort d'un altre menor per contusió, es van portar a terme detencions de civils des de l'interior de domicilis particulars i es va evidenciar que alguns dels elements van dur armes de foc. Amb relació a aquests esdeveniments, els detinguts van denunciar múltiples agressions físiques, amenaces i agressions de connotació sexual, a més a més d'un tractament indigne i una deficient atenció mèdica en els centres de reclusió. | » |
| — Suprema Cort de Justícia de la Nació | |   |

Segons Amnistia Internacional:
| «                        | A l'operatiu policíac es van cometre greus violacions de drets humans. Més de 200 manifestants, entre ells 47 dones, van ser detingudes en una operació de la policia federal, estatal i municipal. En el curs d'ella es va fer un ús excessiu de la força i es va torturar i va maltractar a persones detingudes. | » |
| — Amnistia Internacional | |   |

A les 18:00 hores el Secretari de Govern Humberto Benítez va reportar 33 policies ferits i 31 participants en el disturbi detinguts. Entre els detinguts va estar Ignacio del Valle, capdavanter dels opositors a la construcció d'un aeroport en aquesta zona.
En total, el nombre de detinguts i ferits a causa dels actes de repressió del 3 i 4 de maig va aconseguir les 290 persones. Pel contralmirante i exdirector del Cisen, Wilfrido Robledo Madrid, l'operatiu va resultar “net”.
Després de 4 dies es van conèixer diverses denúncies de violació a dones detingudes, entre elles reporteres estrangeres que van ser deportades immediatament; encara que algunes d'aquestes denúncies després van ser canviades a les d'assetjament sexual. A més el cas de dos joves morts, Javier Cortés (14 anys) i Alexis Benhumea (20 anys). La mort de Cortés va ser repudiada pel Fondo de les Nacions Unides per a la Infància a Mèxic a través del seu representant, Yoriko Yasukawa.
En alguns estats i en el Districte Federal es van dur a terme bloquejos de carrers i carreteres, marxes i aturs intermitents de labors en facultats i escoles en solidaritat amb les organitzacions de base pro-zapatistes que havien estat reprimides. Això va donar un impuls addicional a l'Altra Campanya a través de mostres de solidaritat i campanyes en diversos sectors d'esquerra del país sota el lema "Tots som Atenco".
El 5 de maig, José Antonio Villanueva Lira, cap de la subsección del servei militar nacional de l'Armada de Mèxic, declararia en el marc de la cerimònia de jura de bandera de 150 joves conscriptos, que “els recents esdeveniments de violència i enfrontament entre actors socials i autoritats del govern són fets aïllats de gent protagonista que vol figurar en els escenaris polítics i socials”, i va assegurar que els joves preparats en l'Armada “estarien llests” de ser requerits per l'Estat mexicà. Mentrestant, centenars de persones es preparaven per trencar pacíficament el cèrcol policíac-militar de San Salvador Atenco. Al capdavant, envoltat per una bombolla humana, aniria el Subcomandant Marcos i, després d'ell en primer terme, els contingents d'estudiants de Chapingo, el IPN, la UNAM i la UAM.
A partir d'aquest moment simpatitzants de l'Altra Campanya va organitzar reunions, assemblees plenàries d'adherents, mobilitzacions, bloquejos, concerts i tot un seguit de accions legals, tant dins com fora del país, amb l'objectiu de demandar l'alliberament de tots els adherents detinguts; d'entre totes aquestes accions destacaria el plantón d'amics i familiars dels presoners als afores del Centre de Prevenció i Readaptació Social de Santiaguito Tlalcilalcali, a Almoloya de Juárez, Estat de Mèxic; on estaven reclosos la majoria dels presos polítics dels dies 3 i 4 de maig. Al maig de 2007 els presos així com el plantón, van ser traslladats al Penal de Molino de Flores Texcoco.

## Conseqüències
A l'ex-governador mexiquense Enrique Peña Nieto se li ha criticat per les violacions dels drets humans de diversos manifestants a San Salvador Atenco, on diversos organismes, entre ells la Comissió Nacional de Drets Humans han documentat abusos de part de la força policial on va afirmar que va haver-hi detencions arbitràries, tracte cruel, inhumà i/o degradant, allanamientos d'estatge, tortura, abús sexual i violacions a 26 dones, violació als drets dels menors.
Els actes de repressió no només van significar una dinàmica diferent quan l'organitzatiu a l'interior de l'Altra Campanya. També van repercutir en l'estratègia mediàtica de la Comissió Sisena del EZLN.
Un any després de l'operatiu, tres integrants del Front de Pobles en Defensa de la Terra (FPDT) detinguts durant els operatius (Ignacio Del Valle Medina, Héctor Galindo Cochicoa i Felipe Álvarez), acusats de "segrest equiparat", van ser sentenciats a 67 anys i mig de presó en el CEFERESO 1 penal de màxima seguretat de l'Altiplà; la qual cosa donada l'edat dels presos tècnicament equival a cadena perpètua. A més de deu persones acusades pel delicte de segrest equiparat han estat sentenciades a 31 anys, 11 mesos i 15 dies de presó en el Penal de Molino de Flores Texcoco els seus noms són: Oscar Hernández Pacheco, Alejandro Pilón Zacate, Julio Espinosa Ramírez, Juan Carlos Estrada Creuis, Jorge Ordóñez Romero, Adán Ordóñez Romero, Narcís Arellano Hernández, Inés Rodolfo Cuellar Rivera i Eduardo Morales Reyes.
D'altra banda, 21 policies van ser acusats formalment, dels quals 15 van ser expulsats de la força policial i 6 més van seguir sota recerca. El 23 de setembre de 2008, un tribunal superior va requerir que fos acomiadat el policia Doroteo Blas Marcelo, i li va ordenar que pagués danys i perjudicis a una de les víctimes i els altres cinc policies van ser acusats d'abús d'autoritat i van ser sotmesos a judici penal.
Al febrer de 2009 la Suprema Cort de Justícia de la Nació (SCJN) va arribar a la conclusió que les autoritats policíaques que van intervenir en els enfrontaments que es van registrar a San Salvador Atenco, Estat de Mèxic, sí que van incórrer en violacions greus a les garanties individuals de la població.
A la fi del mes de març del 2009 el músic Manu Chao va ser investigat per autoritats migratòries de Mèxic a causa de les declaracions que va fer entorn del cas; Manu es trobava a Mèxic en un Festival de cinema, on va ser convidat perquè presentés les seves pel·lícules favorites, dins d'una conferència de premsa Manu va expressar la seva inconformidad amb aquest cas i va cridar terroristes a les persones que van autoritzar aquesta invasió.
El 2010, la Suprema Cort de Justícia de la Nació decideix atreure el cas. En aquest marc, es presenta l'informe col·laboratiu "12 presos per la defensa de la terra" i Amèrica del Valle, perseguida política, decideix demanar asil a l'ambaixada de Veneçuela a Mèxic. El 30 de juny de 2010, la SCJN va dictaminar la llibertat, de manera llisa i plana, dels 12 presos de Atenco.